# Zoagli
Zoagli (en ligur Zoaggi) és un comune italià, situat a la regió de la Ligúria i a la ciutat metropolitana de Gènova. El 2011 tenia 2.505 habitants.

## Geografia
Situat a la costa, entre Rapallo i Chiavari, al golf del Tigullio, a l'est de Gènova, compta amb una superfície és de 7,79 km² i les frazioni de San Pietro di Rovereto, Sant'Ambrogio i Semorile. Limita amb les comunes de Chiavari, Coreglia Ligure, Leivi, Rapallo i San Colombano Certenoli.

## Personatges vinculats a Zoagli
- Giuseppe Anselmi, 1876 - 1929, tenor